# Ісаківське водосховище
Ісаківське водосховище — водосховище, розташоване на річці Біла в Перевальскому районі Луганської області України, неподалік міста Алчевськ. Обсяг води — 0,025 км³. Площа поверхні — 3,7 км². Висота над рівнем моря — 110 м.

## Історія виникнення
Споруджено 1933 році. У роки Другої світової війни греблю було зруйновано, відбудовано лише у 1954 році. Довгий час використовували для водопостачання, рибництва.
З 1960 року почала формуватися рекреаційна зона з вулицями і літніми базами відпочинку підприємств міста Алчевська (тоді він називався Комунарськ), садовими будівлями на ділянках дачних товариств, будівлями спортивних клубів, таборами для відпочинку школярів.
І поступово територія навколо водосховища практично повністю стає забудована дачними товариствами.
Починаючи з 1990-х років, колишні санаторії викупаються бізнесменами.
Починаючи з 2000-х купання у воді не рекомендовано санстанцією, яка щороку давала попередження про перевищення санітарних норм (що не заважає купатися місцевому населенню). Це пов'язано з великим викидом забруднюючих речовин в воду, затопленням підземних джерел і невиконанням робіт з очищення водойми.
В 2013 році керівництво Алчевського металургійного комбінату збиралось перетворити технічне водоймище на рекреаційну зону.
Але через окупацію частини Луганської області, яка призвела до закриття шахт і призупинення Алчевського металургійного комбінату, у 2020 році водосховище стрімко міліє і рівень залишків води продовжує падати.